# Clarias liocephalus
 Clarias liocephalus és una espècie de peix de la família dels clàrids i de l'ordre dels siluriformes.

## Morfologia
Els mascles poden assolir els 32 cm de llargària total.

## Distribució geogràfica
Es troba a Àfrica.